# Walter Hugo Khouri
Walter Hugo Khouri (San Paolo, 21 ottobre 1929 – San Paolo, 27 giugno 2003) è stato un regista, sceneggiatore e montatore brasiliano.

## Biografia
Di padre libanese e madre italiana, era fratello del produttore cinematografico William Khouri. 
Nel corso della sua carriera fu premiato al Festival de Gramado (miglior regista nel 1975 per O Anjo da Noite) e al São Paulo International Film Festival (il premio speciale nel 1998), oltre ad aver partecipato due volte in concorso al Festival di Cannes (nel 1965 con Noite Vaiza e nel 1970 con O Palácio dos Anjos). Vinse anche per cinque volte il premio della Associação Paulista dos Críticos de Artes: due nella categoria miglior film (1975 per O Anjo da Noite e 1981 per Eros, O Deus do Amor), due nella categoria miglior regia (1981 per Eros, O Deus do Amor e 1994 per Per sempre) e uno nella categoria miglior sceneggiatura originale (1974 con O Último Êxtase).
Morì nel 2003 a causa di un infarto.

## Filmografia

### Regista
- O Gigante de Pedra (1953)
- Estranho Encontro (1958)
- Fronteiras do Inferno (1959)
- L'abisso della violenza (Na Garganta do Diabo, 1960)
- A Ilha (1963)
- I piaceri della notte (Noite Vazia, 1964)
- O Corpo Ardente (1966)
- As Cariocas, co-regia di Fernando De Barros e Roberto Santos (1966)
- As Amorosas (1968)
- Rapporto sulle esperienze sessuali di tre ragazze bene (O Palácio dos Anjos)
- As Deusas (1972)
- O Último Êxtase (1973)
- O Anjo da Noite (1974)
- O Desejo (1975)
- Paixão e Sombras (1977)
- O Prisioneiro do Sexo (1978)
- As Filhas do Fogo (1978)
- Convite ao Prazer (1980)
- Eros, O Deus do Amor (1981)
- Amor Estranho Amor (1982)
- Amor Voraz (1984)
- Mônica e a Sereia do Rio (1987)
- Eu (1987)
- Per Sempre (1991)
- As Feras (1995)
- Paixão Perdida (1998)

### Sceneggiatore
- O Gigante de Pedra, regia di Walter Hugo Khouri (1953)
- Estranho Encontro, regia di Walter Hugo Khouri (1958)
- Fronteiras do Inferno, regia di Walter Hugo Khouri (1959)
- L'abisso della violenza (Na Garganta do Diabo), regia di Walter Hugo Khouri (1960)
- A Ilha, regia di Walter Hugo Khouri (1963)
- I piaceri della notte (Noite Vazia), regia di Walter Hugo Khouri (1964)
- O Corpo Ardente, regia di Walter Hugo Khouri (1966)
- As Cariocas, regia di Fernando De Barros, Walter Hugo Khouri e Roberto Santos (1966)
- As Amorosas, regia di Walter Hugo Khouri (1968)
- Rapporto sulle esperienze sessuali di tre ragazze bene (O Palácio dos Anjos), regia di Walter Hugo Khouri (1970)
- As Deusas, regia di Walter Hugo Khouri (1972)
- O Último Êxtase, regia di Walter Hugo Khouri (1973)
- O Anjo da Noite, regia di Walter Hugo Khouri (1974)
- O Desejo, regia di Walter Hugo Khouri (1975)
- Paixão e Sombras, regia di Walter Hugo Khouri (1977)
- O Prisioneiro do Sexo, regia di Walter Hugo Khouri (1978)
- As Filhas do Fogo, regia di Walter Hugo Khouri (1978)
- Convite ao Prazer, regia di Walter Hugo Khouri (1980)
- Eros, O Deus do Amor, regia di Walter Hugo Khouri (1981)
- Amor Estranho Amor, regia di Walter Hugo Khouri (1982)
- Amor Voraz, regia di Walter Hugo Khouri (1984)
- Eu, regia di Walter Hugo Khouri (1987)
- Per Sempre, regia di Walter Hugo Khouri (1991)
- Paixão Perdida, regia di Walter Hugo Khouri (1998)
- As Sombras, regia di Marco Dutra e Juliana Rojas (2009)

### Montatore
- O Gigante de Pedra, regia di Walter Hugo Khouri (1953)
- Fronteiras do Inferno, regia di Walter Hugo Khouri (1959)
- L'abisso della violenza (Na Garganta do Diabo), regia di Walter Hugo Khouri (1960)